# Pisa SC
Pisa Sporting Club, zkráceně jen Pisa je italský fotbalový klub hrající v sezóně 2025/26 v 1. italské fotbalové lize sídlící ve městě Pisa v regionu Toskánsko.
Klub byl založen již v roce 1909, jenže dvakrát ohlásil bankrot (1994 a 2009) a vždy byl založen nový klub spojenou s tradicí z roku 1909. Klub hrál celkem 17 sezon v nejvyšší lize (v Serii A 7 sezon). V sezoně 1920/21 si zahrál finále, kde prohrál. Stal se dvakrát vítězem Středoevropský poháru (1985/86, 1987/88).

## Změny názvu klubu
- 1909/10 – 1935/36 – Pisa SC (Pisa Sporting Club)
- 1936/37 – 1944/45 – AC Pisa (Associazione Calcio Pisa)
- 1945/46 – 1993/94 – Pisa SC (Pisa Sporting Club)
- 1994/95 – 2008/09 – Pisa Calcio (Pisa Calcio)
- 2009/10 – 2020/21 AC Pisa 1909 (Associazione Calcio Pisa 1909)
- 2021/22 – Pisa SC (Pisa Sporting Club)

## Získané trofeje

### Vyhrané domácí soutěže
- 2. italská liga (2×)

1984/85, 1986/87
- 3. italská liga (1×)

1964/65
- 4. italská liga (1×)

1998/99

### Vyhrané mezinárodní soutěže
- Středoevropský pohár (2×)

1985/86, 1987/88

#### Medailové umístění
| Medaile umístění     | Sezona           |
| -------------------- | ---------------- |
| Serie A              | 1920/21          |
| Středoevropský pohár | 1985/86, 1987/88 |
| Středoevropský pohár | 1990/91          |

## Historie
Klub byl založen díky vysokoškolských studentů v dubnu 1909 jako Pisa Sporting Club. Barvy klubu navrhli stejné, jako má Milánský Inter, který byl jejich vzorem. Serii A hráli poprvé v sezoně 1968/69.
Klub nastoupil do tehdejší nejvyšší ligy v sezoně 1912/13. Velký úspěch klubu přišel v sezoně 1920/21, když prohrál ve finále soutěže 3:2 s Pro Vercelli. Nejvyšší soutěž hrál do sezony 1925/26. Do sezony 1967/68 hrál klub ve druhé lize a třetí lize. Na jednu sezonu se vrátil do nejvyšší soutěže (1968/69).
Další velký klubový úspěch byl v sezoně 1985/86. Vyhrál evropský pohár, a to Středoevropský pohár. Ve finále porazil 2:0 maďarský klub Debreceni VSC. Za dva roky ji vyhrál znovu s maďarským klubem, tentokrát Dunakanyar-Vác FC 3:0.
Finanční krach postihl klub po sezoně 1993/94. Místními občany byl založen nový klub, Pisa Calcio, který hrál v regionální lize a který po postupech v sezoně 2007/08 hrál v Serii B. Po sezóně 2008/09 došlo k dalšímu krachu klubu. Nový klub je založen 7. srpna 2009 s názvem Associazione Calcio Pisa 1909.
V nejvyšší soutěži hrál klub celkem 17 sezon. Nejlepší umístění novodobé Serie A bylo 11. místo v sezoně 1982/83. V Italském poháru je největší úspěch semifinále v sezoně 1988/89. Do Serie A se vrátil po 34 letech po 2. místě v 2. lize.
Ve druhé lize klub odehrál 40 sezon a vyhrál ji 2×.

## Účast v ligách
| Úroveň soutěže | Název soutěže (nynější název) | První hraná sezona | Poslední hraná sezona | celkem odehraných sezon |
| -------------- | ----------------------------- | ------------------ | --------------------- | ----------------------- |
| 1              | Serie A                       | 1912/13            | 2025/26               | 18                      |
| 2              | Serie B                       | 1926/27            | 2024/25               | 40                      |
| 3              | Serie C                       | 1928/29            | 2018/19               | 40                      |
| 4              | Serie D                       | 1954/55            | 1998/99               | 6                       |
| 5              | Eccellenza                    | 1995/96            | 2009/10               | 3                       |

Historická tabulka Serie A od sezony 1929/30 do 2024/25.
| Celkové místo | Odehraných sezon | Celkem bodů | Celkem zápasů | Celkem výher | Celkem remíz | Celkem proher | Celkové skore |
| ------------- | ---------------- | ----------- | ------------- | ------------ | ------------ | ------------- | ------------- |
| 51            | 7                | 161         | 218           | 42           | 77           | 99            | 174:275       |

## Fotbalisté

### Historické statistiky
| Počet utkání | Počet utkání       | Počet utkání |  | Počet branek | Počet branek                     | Počet branek |
| Pořadí       | Jméno              | Počet        |  | Pořadí       | Jméno                            | Počet        |
| 1.           | Fabrizio Barontini | 317          |  | 1.           | Enzo Loni                        | 78           |
| 2.           | Piero Gonfiantini  | 315          |  | 2.           | Danilo Sbrana                    | 71           |
| 3.           | Enzo Loni          | 288          |  | 3.           | Alessandro Duè                   | 64           |
| 4.           | Luciano Nicolini   | 279          |  | 4.           | Angelo Pomponi                   | 48           |
| 5.           | Roberto Gasparroni | 247          |  | 5.           | Giorgio Barbana, Natale Faccenda | 44           |

### Rekordní přestupy
| Nákup  | Nákup          | Nákup     | Nákup        | Nákup         |  | Prodej | Prodej          | Prodej    | Prodej   | Prodej         |
| Pořadí | Jméno          | sezona    | klub         | částka        |  | Pořadí | Jméno           | sezona    | klub     | částka         |
| 1.     | Henrik Larsen  | 1990/1991 | Lyngby       | 6,7 mil. Euro |  | 1.     | Lorenzo Lucca   | 2024/2025 | Udinese  | 8 mil. Euro    |
| 2.     | Isak Vural     | 2025/2026 | Frosinone    | 4,5 mil. Euro |  | 2.     | Stefano Gori    | 2020/2021 | Juventus | 3 mil. Euro    |
| 3.     | Alexander Lind | 2024/2025 | Silkeborg    | 4 mil. Euro   |  | 3.     | Wim Kieft       | 1986/1987 | Turín    | 2,58 mil. Euro |
| 4.     | Henrik Meister | 2025/2026 | Rennes       | 4 mil. Euro   |  | 4.     | Mirko Taccola   | 1992/1993 | Juventus | 1,3 mil. Euro  |
| 5.     | Jan Mlakar     | 2023/2024 | Hejduk Split | 3,5 mil. Euro |  | 5.     | Klaus Berggreen | 1986/1987 | Řím      | 2,07 mil. Euro |

### Na velkých turnajích

#### Vítěz Mistrovství světa
- Sergio Bertoni (MS 1938)

#### Účastník Mistrovství světa
- Klaus Berggreen (MS 1986)

#### Účastníci Mistrovství Evropy
- Klaus Berggreen (ME 1984)
- Jan Mlakar (ME 2024)
- Marius Marin (ME 2024)

#### Vítěz Copa América
- Diego Simeone (CA 1991)

#### Vítězové Olympijských her
- Sergio Bertoni (OH 1936)
- Carlo Biagi (OH 1936)

#### Účastníci Olympijských her
- Mirko Taccola (OH 1992)
- Pasquale Rocco (OH 1992)
- Marco Ferrante (OH 1992)
- Marius Marin (OH 2020)

## Česká stopa

### Trenér
- Július Korostelev (1962/63)